# Karl Anton von Martini
Karl Anton von Martini (conocido también como Carlo Antonio Martini y Karl Anton Martini), barón de Wasserberg (nacido el 15 de agosto de 1726 en Revò, en la archidiócesis de Trento, y fallecido el 7 de agosto de 1800 en Viena) fue un jurista y filósofo del derecho austríaco.

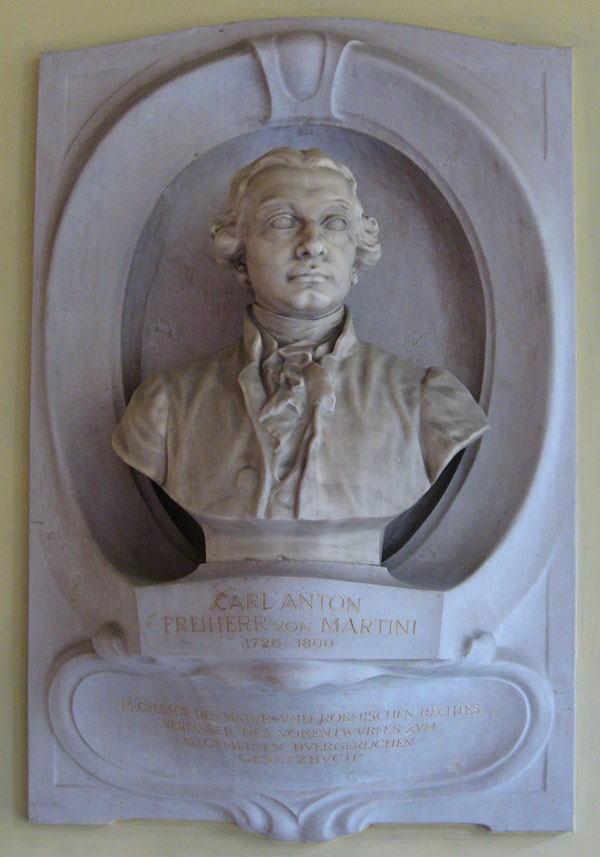
Busto de Martini en la Universidad de Viena

## Biografía
Martini es el hijo mayor del notario Carlo Ferdinando de Martini. De 1739 a 1741, fue colocado en la escuela jesuita de Trento. En 1741 inició sus estudios en Innsbruck. Introducido en el derecho natural, el derecho estatal y la historia imperial, profundizó su conocimiento del derecho natural en la Universidad de Viena de 1747 a 1750, luego en Praga, Holanda, España y Lombardía. .
En 1754, se convirtió en profesor de derecho institucional y derecho natural en Viena. Escribió libros de texto sobre historia del derecho, derecho natural y derecho estatal que se utilizarían en todos los países de los Habsburgo hasta finales de siglo. Entre sus alumnos se encuentran Joseph von Sonnenfels y Franz von Zeiller, así como un gran número de juristas, teólogos y escritores, que darán forma a las reformas de José II. De 1761 a 1765 enseñó derecho a Pierre-Léopold de Habsbourg-Lorraine, futuro gran duque de Toscana y emperador, así como a los otros cuatro hijos de María Teresa de Austria.
A partir de 1760, Martini estudió la cuestión de las reformas universitarias. En 1765 reformó la Universidad de Innsbruck. Se sentó como juez en el Obersten Justizstelle (precursor de la Corte Suprema) desde 1764 y en la Comisión Legislativa desde 1773. José II le nombró miembro del Consejo de Estado en 1782. Allí fue responsable de las políticas de la iglesia, la escuela y la universidad, así como reformas las judiciales, reformas cuya aplicación asegura en Lombardía, Bohemia y luego en los Países Bajos. Sin embargo, sus desacuerdos con la moderación de José II le hicieron perder su cargo. Los siguientes emperadores aún le permiten ser presidente de "Obersten Justizstelle". Durante este período, trabajó en la codificación civil, sentando las bases para el Código Civil General de Austria de 1811.
Junto a su alumno Franz von Zeiller, Martini es considerado, en Austria, como el más ardiente defensor de la ley racional. Su teoría de la ley natural está imbuida de la metodología de Christian Wolff. Esto le enfrenta a la teología y la escolástica. Martini fue miembro de la Masonería vienesa. 

## Obra

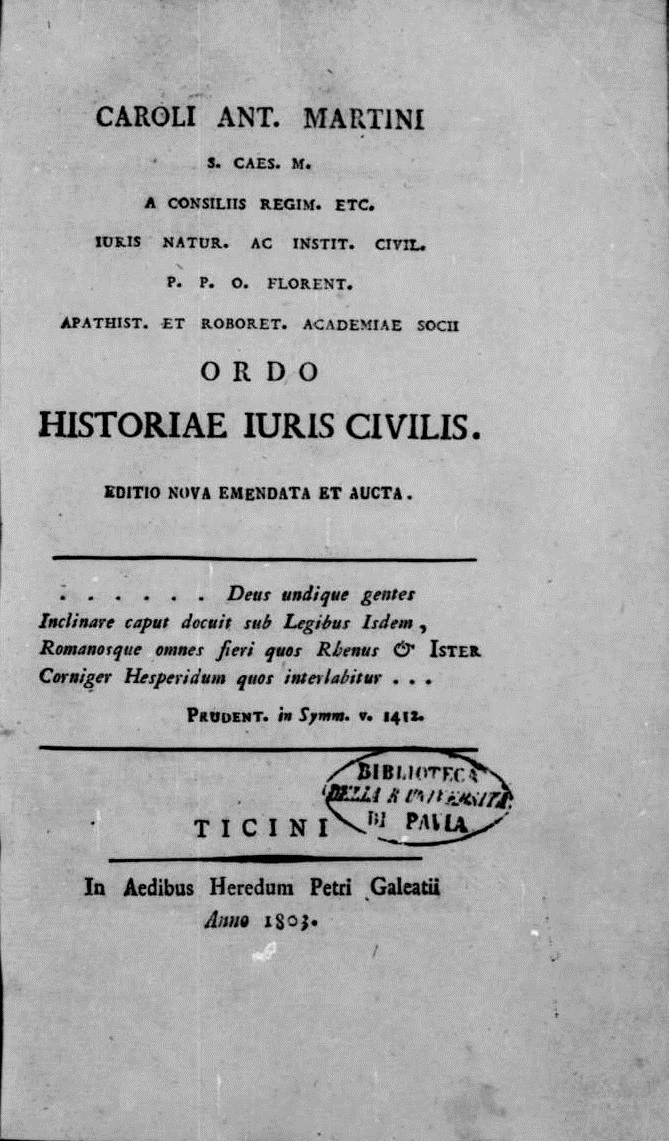
Ordo historiae iuris civilis, 1803

- Ordo historiae iuris civilis, Pavia, eredi Pietro Galeazzi, 1803[5]